# Fin de coup
Au bridge, une fin de coup est une situation projetée par le déclarant dans laquelle la défense, après le jeu de la majeure partie des cartes, devra livrer une levée non naturelle.
Les principaux exemples en sont le squeeze sous toutes ses formes et la mise en main.
L'exemple suivant montre un cas où les 2 techniques peuvent être combinées : un squeeze peut être suivi d'une mise en main pour la réussite du contrat:
| ♠ | D V 10  |
| ♥ | 7 4 2   |
| ♦ | V 9 8 4 |
| ♣ | A R D   |

| ♠ | R 9 2     |
| ♥ | R D V 9 3 |
| ♦ | 6         |
| ♣ | V 10 4 2  |

| ♠ | 7 6 5 4 3 |
| ♥ | 8 6 5     |
| ♦ | 5 2       |
| ♣ | 9 8 5     |

| ♠ | A 8          |
| ♥ | A 10         |
| ♦ | A R D 10 7 3 |
| ♣ | 7 6 3        |

| ♠ | D V 10  |
| ♥ | 7 4 2   |
| ♦ | V 9 8 4 |
| ♣ | A R D   |

| ♠ | R 9 2     |
| ♥ | R D V 9 3 |
| ♦ | 6         |
| ♣ | V 10 4 2  |

| ♠ | 7 6 5 4 3 |
| ♥ | 8 6 5     |
| ♦ | 5 2       |
| ♣ | 9 8 5     |

| ♠ | A 8          |
| ♥ | A 10         |
| ♦ | A R D 10 7 3 |
| ♣ | 7 6 3        |

| ♠ | D V 10  |
| ♥ | 7 4 2   |
| ♦ | V 9 8 4 |
| ♣ | A R D   |

| ♠ | R 9 2     |
| ♥ | R D V 9 3 |
| ♦ | 6         |
| ♣ | V 10 4 2  |

| ♠ | 7 6 5 4 3 |
| ♥ | 8 6 5     |
| ♦ | 5 2       |
| ♣ | 9 8 5     |

| ♠ | A 8          |
| ♥ | A 10         |
| ♦ | A R D 10 7 3 |
| ♣ | 7 6 3        |

| ♠ | D V 10  |
| ♥ | 7 4 2   |
| ♦ | V 9 8 4 |
| ♣ | A R D   |

| ♠ | R 9 2     |
| ♥ | R D V 9 3 |
| ♦ | 6         |
| ♣ | V 10 4 2  |

| ♠ | 7 6 5 4 3 |
| ♥ | 8 6 5     |
| ♦ | 5 2       |
| ♣ | 9 8 5     |

| ♠ | A 8          |
| ♥ | A 10         |
| ♦ | A R D 10 7 3 |
| ♣ | 7 6 3        |

Sud avait ouvert de 1♦ et Ouest était intervenu à 1♥. Le contrat final est de 6♦ joué par Sud, sur entame du R♥.
Il est à peu près certain que Ouest a tous les honneurs du flanc, notamment la D♥ et le R♠. L'impasse à ♠ va donc échouer. Sud élimine les atouts adverses, tire ses trèfles, l'A♥, puis tire tous ses atouts. A 4 cartes de la fin, 
- Nord a encore ♠ D V ♥ 7 4
- Ouest a encore ♠ R 9 ♥ D V
- Sud a encore ♠ A 8 ♥ 10 ♦ 3

Sur le 3 de ♦, Ouest est squeezé : s'il défausse ♥, il est remis en main à ♥ et obligé de jouer ♠ dans la fourchette du déclarant ; s'il défausse un ♠, le déclarant fait son As puis sa Dame de ♠.